# Sébastien Migné
Sébastien Bernard Migné (La Roche-sur-Yon, 30 de novembro de 1972) é um treinador de futebol e ex-futebolista francês. Atualmente, exerce a função de auxiliar-técnico no Chamois Niortais.

## Carreira
Sua carreira como jogador (foi meio-campista) durou 13 anos, e teve pouco destaque - o clube mais destacado que Migné jogou foi o Leyton Orient, entre 1997 e 1998. Ele também atuou por La Roche VF, FC Mougins, Stade de Vallauris, Boreham Wood e Gaillard até 2002, quando parou de jogar aos 29 anos.
Em 1998, após deixar o Leyton Orient, estreou como técnico no FC Mougins, onde permaneceu até 2000. A carreira como treinador efetivo iniciou-se em 2005, no La Roche VF, antes de trabalhar como auxiliar-técnico no Strasbourg, Lens e Omã até 2013, quando foi escolhido para treinar a seleção Sub-20 da República Democrática do Congo.
Entre 2014 e 2015, foi auxiliar de Claude Le Roy na Congo, e após a saída de Barthélémy Ngatsono, assumiu o comando técnico dos Diables Rouges em março de 2017. Permaneceu na função até março de 2018. 2 meses depois, Migné foi anunciado como novo treinador da Seleção Queniana, substituindo Stanley Okumbi. Sua passagem pelos Harambee Stars encerrou-se em agosto de 2019.
Após 2 meses sem treinar equipes, Migné foi nomeado o novo comandante da seleção Guiné Equatorial, no lugar do espanhol Dani Guindos. Ficou no cargo até junho de 2020, voltando ao futebol em outubro do mesmo ano, desta vez como auxiliar-técnico no Chamois Niortais.

## Títulos
La Roche VF
- CFA: 1 (1999–00)

## Links
- Perfil de Sébastien Migné - Soccerway (em inglês)